# Interopérabilité du back office billettique
 (novembre 2016).
L'interopérabilité du back office billettique traite de la standardisation des messages échangés entre des systèmes billettiques déployés dans un bassin d'interopérabilité.

## Motivation
L'interopérabilité des systèmes billettiques peut être mise en œuvre à trois niveaux différents:
- Au niveau des supports de titre de transport : « L’interopérabilité billettique permet au client de charger sur son support n’importe quel droit à réduction profil de transport et titre de transport de tout réseau partenaire[1]. »
- Au niveau des titres de transport : « en se rendant auprès de l’un ou l’autre des réseaux, le client peut alors acheter et charger sur son support l’un des titres de transport intermodaux, qui sera reconnu et accepté à la fois sur les réseaux A et B[2]. »
- Entre les systèmes billettiques : « les partenaires doivent avoir la possibilité d’échanger des informations entre leurs systèmes centraux billettiques respectifs afin d’être en mesure d'offrir à l’usager un service après-vente et d'effectuer le partage des recettes selon les modalités définies au sein du bassin d’interopérabilité[3]. »

En s'attachant à la standardisation des messages échangés entre systèmes billettiques déployés dans un bassin d'interopérabilité, l'interopérabilité du back office billettique permet l'émergence de nouveaux service web œuvrant à la réalisation de l'intermodalité.

## Les différentes architectures

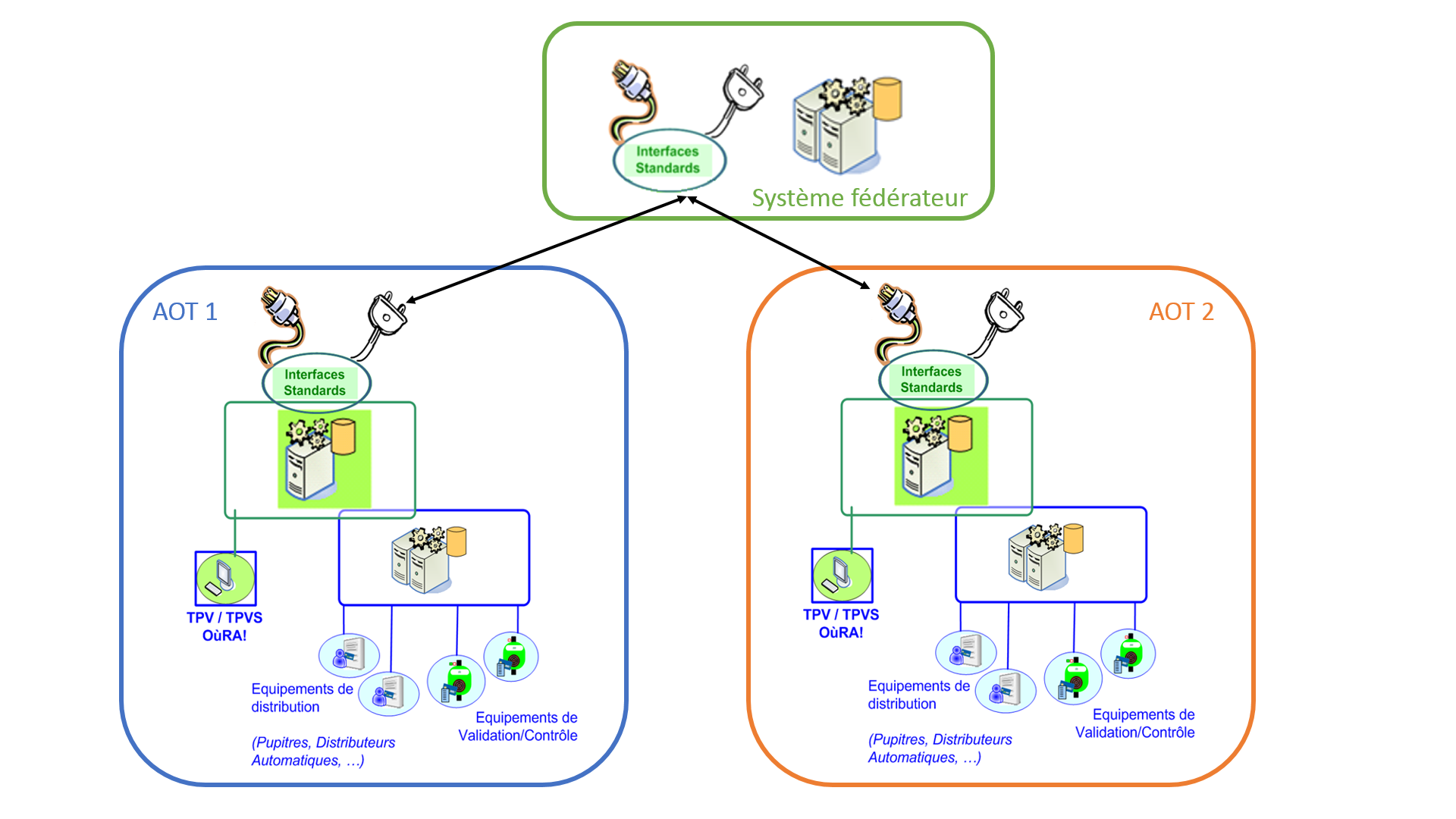
Systèmes billettiques fédérés et mutualisés en Rhône-Alpes

### Systèmes billettiques fédérés
Comme dans le cas de la région Rhône-Alpes et de la carte OùRA!, un système billettique fédérateur permet de mettre en relation chaque système billettique des différentes autorité organisatrice de transports d'un bassin d'interopérabilité via une interface standard.

### Systèmes billettiques coexistants
Comme dans le cas de la région Bretagne et de la carte KorriGo, chaque système billettique des différentes autorités organisatrice de transports d'un bassin d'interopérabilité sont interconnectés entre eux via une interface standard, sans système billettique fédérateur.

### Systèmes billettiques mutualisés
Que ce soit dans le cas de la région Rhône-Alpes, de la région Bretagne ou encore de la région Haute-Normandie avec la carte Atoumod, la mise en place d'un bassin d'interopérabilité nécessite la définition d'une infrastructure commune en termes de terminal point de vente, désignée sous le nom de système billettique mutualisé.

## Les services
L'interopérabilité des systèmes billettiques permet d'offrir deux catégories de services :
- Les services à l'usager des transports d'un bassin d'interopérabilité, qui bénéficie du service intermodal sur le bassin;
- Les services aux différentes autorités organisatrices de transports, exploitant ou opérateur d'un bassin d'interopérabilité.

### Les services à l'usager

#### Utiliser un support billettique unique sur tous les réseaux
Chaque système billettique d'un bassin d'interopérabilité doit pouvoir identifier tout support billettique émis par un autre système billettique du même bassin, dans le cadre des opérations de validation par l'usager et de contrôle par les services de lutte contre la fraude.

#### Acquérir un titre de transport de tout autre réseau sur un réseau donné
Chaque système billettique d'un bassin d'interopérabilité doit pouvoir vendre, émettre, rembourser ou reconstituer n'importe quel titre de transport valable sur le même bassin.

#### Être facturé à l'usage des différents réseaux de transports
Ce service est une conséquence du service aux autorités organisatrices de transports : Disposer de statistiques consolidées des déplacements effectués sur les différents réseaux.

### Les services aux différentes autorités organisatrices de transports, exploitant ou opérateur

#### Lutter contre la fraude technologique
Chaque système billettique d'un bassin d'interopérabilité doit pouvoir rendre invalide tout support billettique en cours de validité sur le bassin et identifié comme étant frauduleux.

#### Disposer de statistiques consolidées des déplacements effectués sur les différents réseaux
Chaque système billettique d'un bassin d'interopérabilité doit pouvoir consolider les statistiques d'utilisation de tout support billettique émis par un autre système billettique du même bassin.

#### Réaliser les répartitions financières entre les différents réseaux
Ce service est une conséquence du service à l'usager : Acquérir un titre de transport de tout autre réseau sur un réseau donné.
Lors de la vente d'un titre de transport par une première autorité organisatrice de transport au profit d'une seconde autorité organisatrice du même bassin d'interopérabilité, le système billettique de la première autorité doit notifier le système billettique de la seconde du montant de la vente.
Lors du remboursement de n'importe quel titre de transport valable sur un bassin d'interopérabilité, le système billettique réalisant l'opération doit notifier le système billettique ayant émis ce titre du montant remboursé.

#### Réaliser des opérations marketing à l’attention de tout ou partie de la clientèle
Chaque système billettique d'un bassin d'interopérabilité doit pouvoir transmettre sur demande tout ou partie des données des comptes client à un autre système billettique du même bassin.